# アフリカハサミアジサシ
アフリカハサミアジサシ（学名：Rynchops flavirostris）は、チドリ目ハサミアジサシ科に分類される鳥類の一種。

## 分布
アフリカ